# Championnat du Pérou de football 1995
Navigation
Saison précédente Saison suivante
La saison 1995 du Championnat du Pérou de football est la soixante-septième édition du championnat de première division au Pérou. La compétition regroupe les seize meilleures équipes du pays.
La saison se déroule en deux phases :
- Phase régulière : les seize équipes sont regroupés au sein d'une poule unique où elles s'affrontent deux fois au cours de la saison. Les huit premiers du classement se qualifient pour la Liguilla tandis que les deux derniers sont relégués et remplacés par les deux meilleures équipes de Segunda División.
- Liguilla : les huit clubs qualifiés se rencontrent à nouveau deux fois, à domicile et à l'extérieur. Les deux premiers obtiennent leur billet pour la prochaine édition de la Copa Libertadores tandis que le troisième se qualifie pour la Copa CONMEBOL.

C'est le club du Sporting Cristal, tenant du titre, qui remporte à nouveau la compétition après avoir terminé en tête de la Liguilla, avec douze points d'avance sur l'Universitario de Deportes et l'Alianza Lima. C'est le douzième titre de champion du Pérou de l'histoire du club.

## Les clubs participants
| - Alianza Lima - Sport Boys - Cienciano del Cusco - Universitario de Deportes - Unión Minas - Club Centro Deportivo Municipal - Alianza Atlético - FBC Melgar | - San Agustín - Unión Huaral - Promu de Segunda División - Sporting Cristal - Aurich-Cañaña - Atlético Torino - Promu de Segunda División - Deportivo Sipesa - León de Huánuco - Ciclista Lima |

## Compétition
Le barème utilisé pour établir les différents classements est le suivant :
- Victoire : 3 points
- Match nul : 1 point
- Défaite, forfait ou abandon : 0 point

### Phase régulière
| Rang | Équipe                          | Pts | J  | G  | N  | P  | Bp | Bc | Diff |
| ---- | ------------------------------- | --- | -- | -- | -- | -- | -- | -- | ---- |
| 1    | Sporting CristalT               | 68  | 30 | 21 | 5  | 4  | 76 | 27 | +49  |
| 2    | Alianza Lima                    | 67  | 30 | 22 | 1  | 7  | 53 | 20 | +33  |
| 3    | Universitario de Deportes       | 63  | 30 | 19 | 6  | 5  | 54 | 26 | +28  |
| 4    | Cienciano del Cusco             | 53  | 30 | 16 | 5  | 9  | 39 | 33 | +6   |
| 5    | Deportivo Sipesa                | 50  | 30 | 13 | 11 | 6  | 51 | 22 | +29  |
| 6    | FBC Melgar                      | 47  | 30 | 13 | 8  | 9  | 41 | 39 | +2   |
| 7    | Club Centro Deportivo Municipal | 41  | 30 | 11 | 8  | 11 | 43 | 40 | +3   |
| 8    | San Agustín                     | 40  | 30 | 11 | 7  | 12 | 38 | 42 | -4   |
| 9    | Sport Boys                      | 39  | 30 | 10 | 9  | 11 | 31 | 31 | 0    |
| 10   | Alianza Atlético                | 35  | 30 | 10 | 5  | 15 | 35 | 52 | -17  |
| 11   | Aurich–Cañaña                   | 32  | 30 | 7  | 11 | 12 | 39 | 46 | -7   |
| 12   | Unión Minas                     | 32  | 30 | 9  | 5  | 16 | 37 | 51 | -14  |
| 13   | Ciclista Lima                   | 32  | 30 | 7  | 11 | 12 | 30 | 44 | -14  |
| 14   | Atlético TorinoP                | 25  | 30 | 6  | 7  | 17 | 16 | 45 | -29  |
| 15   | Unión HuaralP                   | 23  | 30 | 5  | 8  | 17 | 27 | 50 | -23  |
| 16   | León de Huánuco                 | 15  | 30 | 2  | 9  | 19 | 15 | 57 | -42  |

|  | Qualification pour la Liguilla                    |
|  | Relégation en Segunda División                    |
|  | T : Tenant du titre P : Promu de Segunda División |

### Liguilla
Les clubs qualifiés pour la Liguilla conservent l'ensemble des résultats acquis lors de la phase régulière.
| Rang | Équipe                          | Pts | J  | G  | N  | P  | Bp | Bc | Diff |
| ---- | ------------------------------- | --- | -- | -- | -- | -- | -- | -- | ---- |
| 1    | Sporting CristalT               | 96  | 44 | 29 | 9  | 6  | 98 | 32 | +66  |
| 2    | Universitario de Deportes       | 84  | 44 | 25 | 9  | 10 | 70 | 37 | +33  |
| 3    | Alianza Lima                    | 84  | 44 | 26 | 6  | 12 | 70 | 32 | +38  |
| 4    | Cienciano del Cusco             | 71  | 44 | 21 | 8  | 15 | 58 | 55 | +3   |
| 5    | Deportivo Sipesa                | 68  | 44 | 18 | 14 | 12 | 71 | 39 | +32  |
| 6    | Club Centro Deportivo Municipal | 62  | 44 | 17 | 11 | 16 | 64 | 62 | +2   |
| 7    | FBC Melgar                      | 62  | 44 | 17 | 11 | 16 | 52 | 57 | -5   |
| 8    | San Agustín                     | 53  | 44 | 14 | 11 | 19 | 53 | 72 | -19  |

|  | Qualification pour la Copa Libertadores 1996            |
|  | Participation au barrage pour la Copa Libertadores 1996 |

Match de barrage :
L'Universitario de Deportes et l'Alianza Lima ont terminé à égalité de pioints à la 2e place de la Liguilla et doivent donc disputer un match de barrage pour déterminer le club qualifié en Copa Libertadores.
| 27 décembre 1995 | Alianza Lima | 0 - 1 | Universitario de Deportes | Estadio Nacional, Lima             |                                    |
|                  |              |       | R.Martínez                | Arbitrage : Alberto Tejada Noriega | Arbitrage : Alberto Tejada Noriega |

## Bilan de la saison
| Championnat du Pérou de football 1995 |                              |
| Champion                              | Sporting Cristal (11e titre) |
| Qualifications continentales          |                              |
| Copa Libertadores 1996                | Sporting Cristal             |
| Copa Libertadores 1996                | Universitario de Deportes    |
| Copa CONMEBOL 1996                    | Alianza Lima                 |
| Promotions et relégations             |                              |
| Promus en Primera División            | La Loretana                  |
| Promus en Primera División            | Guardia Republicana          |
| Relégués en Segunda División          | Unión Huaral                 |
| Relégués en Segunda División          | León de Huánuco              |